# Cleome torticarpa
Cleome torticarpa är en paradisblomsterväxtart som beskrevs av H. H. Iltis och T. Ruiz Zapata. Cleome torticarpa ingår i släktet paradisblomstersläktet, och familjen paradisblomsterväxter. Inga underarter finns listade i Catalogue of Life.